# Judith Huber (Künstlerin)

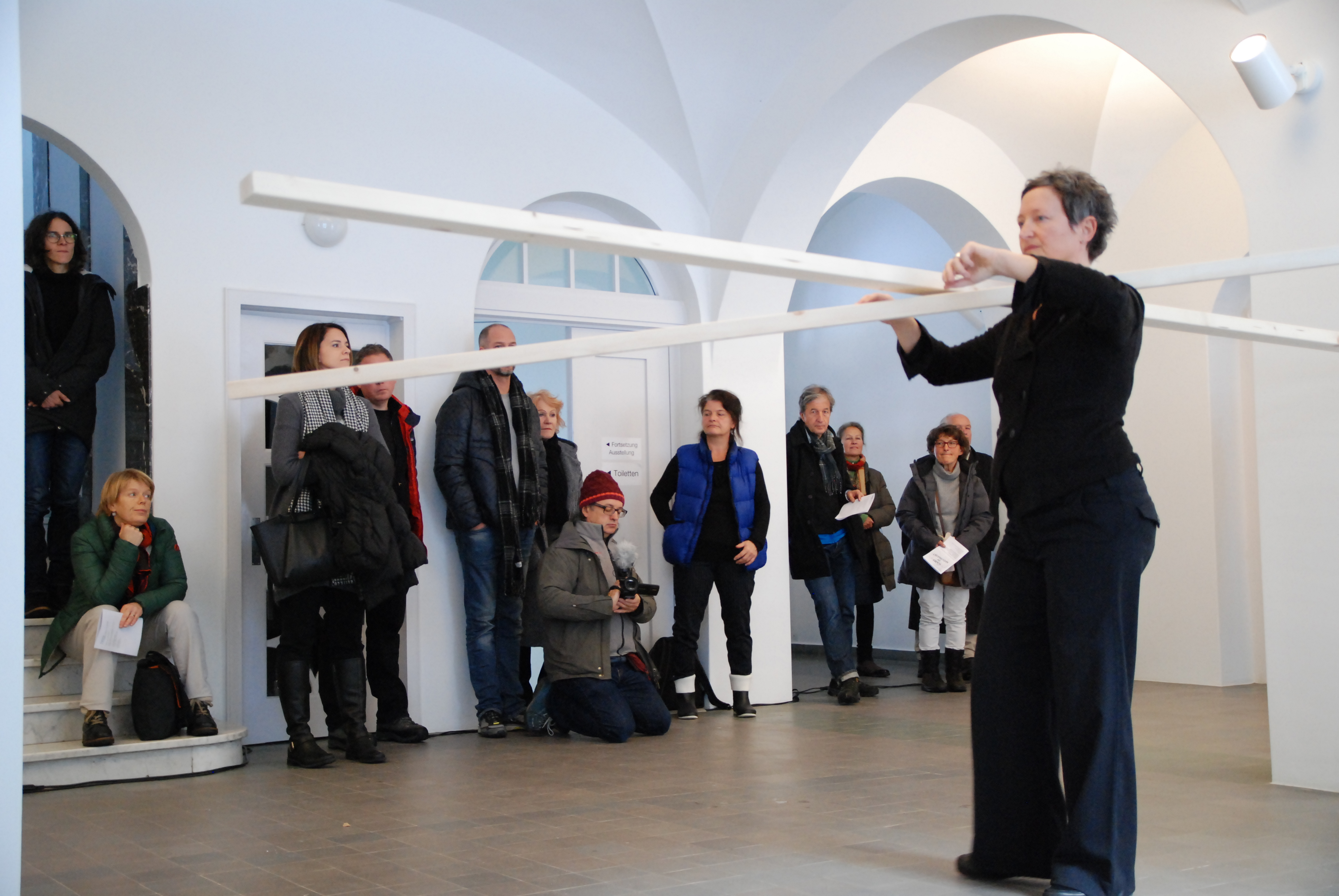
Judith Huber mit 2x Fichte

Judith Huber (geboren am 11. Oktober 1964 in Falkirk) ist eine Schweizer Performance-Künstlerin und Kuratorin, die in Luzern lebt. Als Vorstandsmitglied von PANCH – Performance Art Network CH setzt sie sich für die Sichtbarkeit von Performancekunst in der Schweiz ein. Sie gewann 2018 den Performancepreis Schweiz.

## Leben
Judith Huber ist in Zürich aufgewachsen. Sie hat an der HGK Luzern (heute Teil der Hochschule Luzern) Freie Kunst studiert. 2015 machte sie den Master of Contemporary Arts Practise an der Hochschule der Künste Bern.
Huber war von 1997 bis 1999 Assistentin an der Schule für Gestaltung Luzern HFG (heute Teil der Hochschule Luzern). Von 2002 bis 2007 war sie im kuratorischen Team und Vorstand der selbstverwalteten Kultureinrichtung Kaskadenkondensator Basel mit. Unter anderem organisierte sie dort Performancereihen und Auftritte als Sondergast der Messe für junge Kunst Liste Art fair in Basel.
Von 2005 bis 2011 hatte sie die künstlerische Leitung des Festivals Kunstexpander Aarau inne. 2007 gehörte sie zu den Mitbegründerinnen von OFFOFF, einem Zusammenschluss von unabhängigen Kunsträumen der Schweiz. Von 2008 bis 2017 war sie Geschäftsführerin des Forums Neue Musik Luzern.
2001 gründete Huber in Luzern das Performancefestival migma Performance, an dessen künstlerischer Leitung sie bis heute beteiligt ist. 2014 hat sie das schweizweite PANCH – Performance Art Network CH mitgegründet, dessen Kopräsidentin sie seit der Gründung ist. 2018 gewann sie mit ihrer Arbeit 2 x Fichte in Basel den Performancepreis Schweiz sowie den Publikumspreis. Huber ist an Netzwerk und selbstorganisierten Strukturen interessiert. Judith Huber  veranstaltet in ihrem Atelier in Luzern Emmenbrücke, genannt (ort), regelmässig Performances. Bei ihrer kuratorischen Tätigkeit arbeitet sie mit Partnern aus den Bereichen Musik und Bildender Kunst zusammen, um die Überschneidungen der drei Kunstrichtungen sichtbar zu machen, so zum Beispiel an den Performancetagen Luzern 2017 mit der Kunsthalle Luzern und dem Forum Neue Musik. Auch in ihren Performances spielen Musik und Klang eine wichtige Rolle. In ihrem künstlerischen Schaffen thematisiert sie die Beziehungen zwischen Raum, Bewegung und Körperlichkeit.

## Auszeichnungen
- 2004: Atelierstipendium Berlin
- 2005: Werkbeitrag Stadt und Kanton Luzern für Ushi-Gake & Ashi-Dori (zusammen mit Pascale Grau)
- 2008: Werkbeitrag Stadt und Kanton Luzern für performative Wort- und Literaturprojekte (zusammen mit p&s netzwerk Kultur)
- 2015: Arbeitsaufenthalt Casa Zia Lina Elba (zusammen mit Christoph Stehlin)
- 2018: Performancepreis Schweiz
- 2018: Publikumspreis Performancepreis Schweiz
- 2018: Werkbeitrag Kanton Luzern
- 2019: Atelieraufenthalt NAIRS Zentrum für Gegenwartskunst

## Werke (Auswahl ab 2004)
- 2004: ring ring; Performancefestival Bone Bern, mit Pascale Grau
- 2004: Brut; La Bâtie, Festival de Genève
- 2005: Snapshots; Performance, Ausstellungsraum Restitution Berlin
- 2005: FIZZICAL II; Stromereien Zürich
- 2005: Brut; Kunstkredit Baselstadt, 1. Runde
- 2006: Ushi-Gake & Ashi-Dori; Performance mit Pascale Grau; Theaterhaus Gessnerallee Zürich
- 2006: Schnirkelschnecken; Zeitraum_ex!it, Büro für Kunst Mannheim
- 2006: Sie; „Boxenstar“, Kunstpanorama Luzern
- 2006: Cephalopoda; Jubiläumsausstellung „Zweite Zeit“ HGK Luzern im Kunstmuseum Luzern
- 2006: Capitulum; Installation; Jubiläumsausstellung HGK Luzern im Kunstmuseum Luzern
- 2007: I’m always in your neighbourhood: Videoarbeit für Mata Hari, Kunstpanorama Luzern
- 2007: changeable: „Der längste Tag“ Zürich
- 2007: Billy; Coiffure dell'arte Luzern, zu 30 Jahre IG Kultur Luzern
- 2008: huhu uaua; DatanzDa P3 Gessnerallee Zürich
- 2008: Kaugummikultur; Performance mit Franz Szekeres, Kulturforum Luzern
- 2009: non stop improvisation, LISTE 09, The Young Art Fair
- 2009: Altare: Innerhalb der Ausstellung „vom Staub“, Forum Schlossplatz Aarau
- 2009: rising: Ausstellung: o.T. Raum für aktuelle Kunst Luzern
- 2009: Spyderwoman. „Basler Walzer“ im Rahmen vom Wildwuchsfestival Basel
- 2010: Was beschäftigt dich sonst noch, Kaskadenkondensator Basel
- 2010: inside_outside; sic! Raum für Kunst Luzern
- 2011: composition I; 10th International Performance Art Giswil
- 2011: composition II: Die Kunst der Begegnung IV, Basel
- 2012: Rampe/composition III: Performancetag NEU-OERLIKON
- 2012: composition IV: Performancefestival Navinki Minsk
- 2013: mapping pong: Eine Performance mit Angela Hausheer, Zürich
- 2013: The sound of my shoulder: Dimanche Rouge Festival Tallinn, Helsinki
- 2014: The sound of my shoulder: Festival Blauverschiebung Leipzig
- 2014: Trailer: Unwrap The Present und Sattelkammer Bern, mit Silvia Isenschmid
- 2015: Simulacrum: Kaskadenkondensator Basel, mit Silvia Isenschmid
- 2015: Song 2: Screamscape Fri Art Kunsthalle Fribourg, mit Silvia Isenschmid
- 2015: sounding: Trudelhaus Baden
- 2015: to finde out how the land lies: Kunsthaus Pasquart, Biel
- 2016: Die Zürcher Künstlerin: LEGS Zürich, corner college
- 2017: happen Performanceabend: Nidwaldner Museum Stans
- 2017: to find out how the land lies: Interakcje Festival Polen
- 2017: Ein Hauch: LEGS Turbine Giswil
- 2017: 2x Fichte: CAMP Festival Potsdam Berlin
- 2018: the sound of my shoulder: Walcheturm Zürich, mit Karin Ernst, Jan Schacher, Angela Stöcklin
- 2018: Werk.Statt I, Werkstatt Augustin Luzern, mit Jens Nielsen, Laura Laeser, eingeladen vom FNML
- 2018: "Judith mit Axelle" & "Axelle mit Judith": PROGR Performanceplattform Bern, mit Axelle Stiefel
- 2019: 2x Fichte: happen Performanceabend: Nidwaldner Museum Stans
- 2019: 2x Fichte: Museum Tinguely Basel